# 富山県道201号速星停車場線
富山県道201号速星停車場線（とやまけんどう201ごう はやほしていしゃじょうせん）は富山県富山市内を通る一般県道である。

## 概要

### 路線データ
- 起点：JR速星駅（富山県富山市婦中町速星）
- 終点：富山県富山市婦中町速星（国道359号・富山県道68号富山外郭環状線・富山県道200号井栗谷婦中線交点）
- 実延長：516m

## 沿革
- 1960年（昭和35年）4月23日 - 認定[1]

## 地理

### 通過する自治体
- 富山県
  - 富山市

### 接続する道路
- 富山市道（起点：富山市婦中町速星、「速星駅」前）
- 国道359号・富山県道68号富山外郭環状線・富山県道200号井栗谷婦中線（終点：速星交差点）

### 周辺
- JR高山本線 速星駅
- 富山県立富山西高等学校
- 富山市立速星中学校
- 富山市立速星小学校
- 日産化学
- パピ・婦中ショッピングセンター
  - オレンジマート パピ店
- コメリハードアンドグリーン 婦中店
- 大阪屋ショップ 婦中店